# Combate de Rocafuerte
El Combate de Rocafuerte  ("Combate de Rocafuerte y Pantoja" como se le conoce en el Perú), fue un enfrentamiento ocurrido el 11 de agosto de 1941 en el marco de la Guerra peruano-ecuatoriana, donde las tropas peruanas fueron atacadas desde la Guarnición de Rocafuerte por soldados ecuatorianos, y en su respuesta los peruanos expulsan a los ecuatorianos de Rocafuerte renombrado por los peruanos como Cabo Pantoja.

## Antecedentes
Durante el mes de julio los ecuatorianos habían invadido el territorio peruano de Torres Causana, Bajo Napo, y parte de Mazán y Manuel Clavero, acercándose lentamente a la ciudad de Iquitos.

## Enfrentamiento
En agosto de 1941 tropas ecuatorianas pertenecientes a la Guarnición Rocafuerte atacaron a las tropas peruanas, siendo desalojados rápidamente por los peruanos, según fuentes peruanas en el campamento de Rocafuerte se podía apreciar la buena logística, estaba dotado de buena cantidad de armamento de mediano alcance, las tropas peruanas acantonadas en el oriente, así como las del norte, en Zarumilla, defendieron sus posiciones. Las tropas peruanas debieron defenderse desde un islote y tenían como medida de referencia de ataque unas grandes palmeras. El ataque peruano fue realizado con dificultad debido a la existencia de grandes árboles que impedían hacer los tiros con los cañones-, para ello se debió derribar varios árboles.
La Flotilla Fluvial del Amazonas proporcionó valioso apoyo logístico a las operaciones del General de Brigada EP Antonio Silva Santisteban, Comandante de la V División de Selva del Ejército del Perú, en el Nor-Oriente durante las operaciones para desalojar a los ecuatorianos, participando activa y decisivamente en el combate en el que se logró la captura de Rocafuerte, sobre el río Napo.

## Homenajes
En dicha acción se destaca la participación de Carmen Rosa Panduro natural de Requena, esposa del soldado Juan Manuel Peñaherrera, quien se vistió con el uniforme de soldado y luchó para el Perú.